# Križ na Marjanu (1901.)
Križ na Marjanu je bio križ na vrhu Marjana Telegrinu (drugi vrh). Bio je postavljen 1900. godine. Bio je isklesan od bijelog kamena. Blagoslov križu bio je 5. svibnja 1901. godine. Dao ga je kanonik i župnik stolne crkve don Mate Dvornik. Od tada su pučani ovaj vrh Marjana zvali Veli križ. Marjanski križ dokumentiran je crtežem u zbirci pjesama legendarnog splitskog gradonačelnika Vicka Mihaljevića Pregršt sušnja. Ratne okolnosti 1917. godine nagnale su austrougarsku vojsku na odluku o potrebi privremenog uklanjanja križa. Razlog je bio što je neprijateljskom topništvu mogao poslužiti kao ciljnik. Položeni križ ostao je na svom mjestu još neko vrijeme nakon pada Austro-Ugarske.
Bilo je pokušaja obnove 1927., ali novi križ postavljen je tek 2013. godine. 